# Пекински национален стадион
Пекинският национален стадион, наричан още Птиче гнездо (китайски традиционен: 北京國家體育場, опростен: 北京国家体育场, пинин: Běijīng Guójiā Tǐyùchǎng), е многофункционален стадион в Пекин, Китай.
Завършен е през март 2008 г. На него се провеждат церемониите по откриване, закриване и някои състезания на олимпиадата през 2008 г.
През 2002 г. китайското правителство обявява конкурс за най-добър проект на бъдещия стадион, който е спечелен от фирма Herzog & de Meuron, Швейцария.
Предвидено е капацитетът на стадиона да бъде повече от 100 000 места по време на олимпиадата, но след нея да бъдат намалени на 80 000 бр. В началото стадионът е проектиран да бъде с покрив, но впоследствие той отпада за по-голяма сигурност.
Стадионът струва на китайското правителство близо 423 милиона долара (или 325 милиона евро). Първата копка е направена през 2003 г., но истинският строеж започва следващата година.